# Eureka (manga)
Eureka (ヘウレーカ?,  Heurēka) è un manga seinen a carattere storico scritto e disegnato da Hitoshi Iwaaki. Pubblicata in Giappone nel 2002 da Hakusensha sulla rivista Young Animal Arashi l'opera è stata poi raccolta in un volume. In Italia è stato edito da Goen, etichetta di RW Edizioni, il 23 maggio 2015 nella collana Mega Collection.
Il manga è ambientato a Siracusa, ai tempi della Seconda Guerra Punica.

## Trama
Dopo la schiacciante disfatta dell'esercito romano a Canne nel 216 a.C., alcuni filo-cartaginesi di Siracusa, guidati da Epicude, decidono di impadronirsi della città alleata di Roma e ribellarsi ai Romani.
A Siracusa vive un giovane spartano di nome Demippo, che ha abbandonato la propria patria a causa delle lotte intestine; stabilitosi in Sicilia, assiste ai tumulti cittadini. Inoltre la ragazza di cui è innamorato, la romana Claudia, rischia la vita e per salvarla Demippo chiede ospitalità all'anziano Archimede.
Presi sotto la sua ala i giovani, l'inventore e matematico coinvolge lo spartano nei suoi esperimenti e Demippo si trova così coinvolto nella guerra, a sovrintendere al funzionamento delle macchine da guerra del maestro, impiegate dai siracusani per difendersi dall'assedio romano.
Nonostante l'attività del giovane, Claudia per il suo status di romana viene imprigionata da  Epicude. Solo dimostrando le sue doti inventive, Demippo riesce a liberarla, usando gli specchi ustori per provare ai Siracusani la propria fedeltà.
La giovane decide tuttavia di tentare la fuga dalla città e mettersi sulle tracce della propria famiglia, deportata a Lentini. Demippo la segue, ma i due vengono assaliti dalle frecce della milizia cittadina e, ormai fuori le mura, sono costretti a chiedere soccorso proprio ai Romani.
Demippo assiste Claudia fino ai suoi ultimi istanti, mentendole sullo stato dei suoi genitori, in realtà massacrati tempo addietro. Il generale romano Marco Claudio Marcello dà udienza all'ormai solo Demippo e questi decide infine di tradire la città assediata in cambio della garanzia di non ferire alcun cittadino, dato che i veri nemici sono Epicude e i suoi compagni.
Stretto il patto con lo spartano, Marcello conquista Siracusa. Durante l'occupazione della città un soldato, adiratosi con Archimede, lo uccide.